# Tephritis praecox

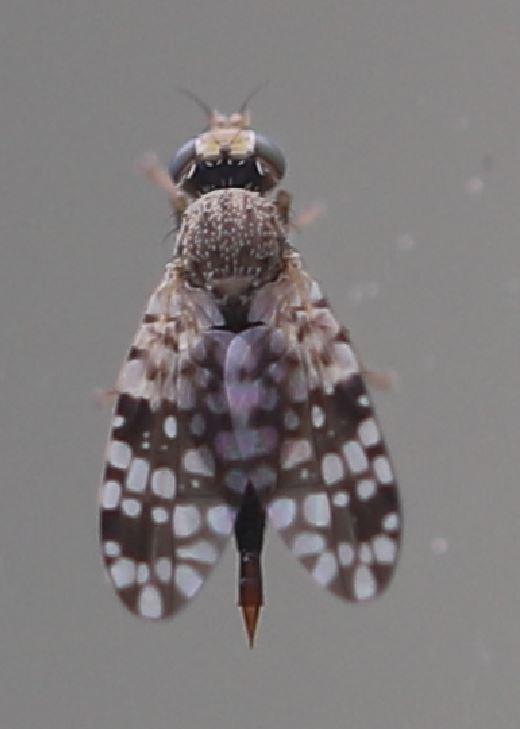
Tephritis praecox mit ausgefahrenem Ovipositor

Tephritis praecox, auch als Ringelblumen-Bohrfliege bekannt, ist eine Fliege aus der Familie der Bohrfliegen (Tephritidae).

## Merkmale
Die Bohrfliegen erreichen eine Körperlänge von etwa 3,2 Millimetern. Ihr tonnenförmiger Hinterleib ist dunkelbraun bis schwarz gefärbt. Mesonotum und Schildchen sind hellbraun-beige gefärbt. Die Frons ist hellbraun-orange gefärbt. Die Facettenaugen schimmern grünlich. Die Beine sind orange, wobei die Femora dunkle Flecke aufweisen. Die Flügel weisen ein artspezifisches Muster aus schwarz-weißen Flecken auf.

## Verbreitung
Tephritis praecox hat seinen Verbreitungsschwerpunkt im Mittelmeerraum. Das Vorkommen der Art reicht im Süden bis nach Nordafrika und zu den Kanarischen Inseln, im Norden über Frankreich und das Benelux bis nach Südengland. In der Schweiz und in Österreich hat sich die Art in jüngerer Vergangenheit etabliert. Im Oberrheingraben gibt es einzelne Funde. Im Osten reicht das Verbreitungsgebiet über den Nahen Osten bis nach Zentralasien (Afghanistan).

## Lebensweise
Die Bohrfliegenart nutzt als Wirtspflanzen hauptsächlich die Acker-Ringelblume (Calendula arvensis), die Halbstrauchige Ringelblume (Calendula suffruticosa) sowie das Französische Filzkraut (Filago gallica). Die Larven entwickeln sich in den Blütenköpfen ihrer Wirtspflanzen. Die Bohrfliegen beobachtet man ab Anfang Juni.